# Anthocercis littorea
Espèce
Anthocercis littorea est une espèce d'arbustes de la famille des Solanaceae qui est endémique des régions côtières de la moitié Sud de l'Australie-Occidentale.
C'est un arbuste de 0,6 à 3 m de haut donnant des fleurs jaunes.